# Sara (Name)
Sara bzw. Sarah ist ein weiblicher Vorname, der auch gelegentlich als Familienname in Gebrauch ist.

## Herkunft und Bedeutung
Der hebräische Name שָׂרָה sārāh geht auf ein gleichlautendes Wort mit der Bedeutung „Herrin“, „Fürstin“ zurück. Damit handelt es sich um einen Namen, der ursprünglich wohl den sozialen Rang der Namensträgerin beschreiben sollte. Er geht auf die biblische Gestalt Sara (zunächst שָׂרַי śāraj) zurück (Gen 17,15  u. ö.). Daher zählte der Theologe Martin Noth in seiner Dissertation von 1928 den Namen nicht zum tatsächlich gebrauchten althebräischen Namensgut, sondern hält ihn für eine künstliche Bildung oder schriftstellerische Erfindung des Autors in Bezug auf die biblische Sara-Gestalt. Der Theologe Johann Jakob Stamm hingegen spricht sich unter Verweis auf die Analogien in der akkadischen und ägyptischen Namensgebung für die Authentizität des Namens als Name und nicht als Titel oder Ehrenbezeichnung aus.

## Verbreitung

### International
In Israel ist Sara(h) ein beliebter Frauenname. Im angelsächsischen Raum erfreut er sich ebenfalls großer Beliebtheit, und seit den 1970er Jahren wird er auch im deutschen Sprachraum häufig vergeben. Kaum verbreitet ist er im romanischen Sprachraum sowie außerhalb der westlichen Welt und Israels. 

#### Sara
Der Name Sara erfreut sich international großer Popularität.
In Bosnien und Herzegowina war er im Jahr 2021 der am häufigsten vergebene Mädchenname. Darüber hinaus ist er heute vor allem in Israel (Rang 5, Stand 2020), Kroatien (Rang 8, Stand 2021), den Niederlanden (Rang 12, Stand 2021) und Ungarn (Rang 14, Stand 2021) beliebt.

#### Sarah
Auch in der Variante Sarah ist der Name international weit verbreitet, jedoch weniger beliebt als Sara. In den Niederlanden belegte Sarah im Jahr 2021 Rang 22 der Liste der beliebtesten Vornamen.
Im englischen Sprachraum war der Name vor allem von den 1970er bis 1990er Jahren beliebt. In Neuseeland war Sarah von 1974 bis 1989 in jedem Jahr der meistgegebene Vorname. Danach, insbesondere ab der Mitte der 2000er Jahre, sank seine Popularität, und er gehört seit 2020 nicht mehr zu den 100 beliebtesten Mädchennamen des Landes. Ein ähnliches Bild zeigt sich in Australien, wo der Name zwischen 1981 und 1994 Rang 2 unter den am häufigsten vergebenen Vornamen belegte. Danach sank seine Beliebtheit, sodass er zuletzt nur noch Rang 96 belegte (Stand 2021). Auch im Vereinigten Königreich sank die Popularität des Namens seit der Jahrtausendwende beständig. In den USA gehörte Sarah sowohl im ausgehenden 19. Jahrhundert als auch von der Mitte der 1970er bis in die 2000er Jahre hinein zu den beliebtesten Mädchennamen. Ein ähnliches Bild zeigt sich auch in Kanada.

### Deutscher Sprachraum
In Österreich war der Name vor allem in der Schreibweise Sarah beliebt. Zwischen 1992 und 2012 belegte er stets einen Platz unter den 10 beliebtesten Mädchennamen des Landes. Zuletzt wurde er jedoch seltener vergeben und belegte im Jahr 2020 Rang 26. Demgegenüber nahm die Popularität der Variante Sara seit den 2000er Jahren zu. 2020 stand der Name in dieser Schreibweise auf Rang 29.
In der Schweiz waren in den 1990er und frühen 2000er Jahren beide Schreibweisen des Namens beliebt. Bis 2008 zählten dort beide Varianten zu den 10 meistvergebenen Mädchennamen. Seit 1998 wurde dabei mit Ausnahme der Jahre 2004, 2006, 2007 und 2008 die Variante Sarah häufiger gewählt. Seit 2009 gehört Sarah nicht mehr zu den 10 beliebtesten Vornamen und sank in der Beliebtheit auf Rang 69 im Jahr 2020. In der Schreibweise Sara hielt sich der Name bis 2014 unter den zehn beliebtesten  weiblichen Vornamen. Seitdem wird er seltener vergeben, zählt jedoch immer noch zu den 30 beliebtesten Vornamen des Landes.
In Deutschland stieg die Popularität des Namens ab den späten 1960er Jahren sprunghaft an. Bereits in der Mitte der 1970er Jahre war er unter den 100 meistvergebenen Vornamen. Von 1983 bis 2003 zählte er durchgängig zu den 10 beliebtesten Mädchennamen des Landes. Inzwischen hat seine Beliebtheit merklich abgenommen. 2021 belegte er noch Rang 32. Bei der statistischen Erfassung wurden Sara und Sarah als gleichlautende Varianten desselben Namens zusammengefasst. Eine stichprobenartige Auswertung der Geburten von 2006 bis 2018 ergab, dass etwa 68 % der Namensträgerinnen den Namen in der Schreibweise Sarah tragen, während an etwa 32 % die Variante Sara vergeben wurde. Eine genauere Analyse zeigt jedoch, dass die Vergabe der Variante Sara in den vergangenen Jahren zunahm, während Sarah immer seltener vergeben wird.

### Sara zur Zeit des Dritten Reiches
In der Zeit des Nationalsozialismus ab 1938 wurden kraft § 2 (1) der „Zweiten Verordnung zur Durchführung des Gesetzes über die Änderung von Familiennamen und Vorname“ alle jüdischen Frauen und Mädchen gezwungen, zusätzlich den Namen Sara anzunehmen, wenn sie nicht bereits einen Vornamen trugen, der „in den vom Reichsminister des Innern herausgegebenen Richtlinien über die Führung von Vornamen aufgeführt“ war (§ 1 (1) id.).

## Varianten
- Albanisch: Sara
- Arabisch: سارة Sara
- Bosnisch: Sara
- Dänisch: Sara, Sarah
- Deutsch: Sara, Sarah
  - Diminutiv: Sarina
- Englisch: Sara, Sarah, Sera
  - Diminutiv: Sadie, Sal, Sallie, Sally, Sarina
- Finnisch: Saara, Sara, Sari
  - Diminutiv: Saija, Salli
- Französisch: Sara, Sarah
- Griechisch: Σάρα Sára
  - Altgriechisch: Σάρρα Sárra
- Hawaiianisch: Kala
- Hebräisch: שָׂרָה Sara
  - Diminutiv: שָׂרִית Sarit
  - Jiddisch: שרה Sore
    - Diminutiv: צייטל Zeitel, Tzeitel
- Italienisch: Sara
  - Latein: Sarra
- Isländisch: Sara
  - Diminutiv: Salka
- Kasachisch: Сара Sara
- Kirchenslawisch: Сарра Sarra
- Kurdisch: Sarê
- Kroatisch: Sara
- Niederländisch: Sara, Sarah
  - Diminutiv: Saar, Sarina
- Mazedonisch: Сара Sara
- Norwegisch: Sara, Sarah
- Persisch: سارا Sara
- Polnisch: Sara
- Portugiesisch: Sara
  - Diminutiv: Sarinha, Sarita, Sá
- Rumänisch: Sara
- Schwedisch: Sara, Sarah
  - Diminutiv: Sassa
- Serbisch: Сара Sara
- Slowakisch: Sára
- Slowenisch: Sara
- Spanisch: Sara
  - Diminutiv: Sarita
- Tschechisch: Sára
- Türkisch: Sare
- Ungarisch: Sára
  - Diminutiv: Sári, Sárika

Der Vorname Sahra, auch Zahra geschrieben, steht in keiner Verbindung zu Sara oder Sarah. Er kommt aus dem Arabischen und bedeutet „Blüte“.

## Namenstage
Namenstage sind der 13. Juli für Sara die Einsiedlerin und der 9. Oktober für die Erzmutter Sara.

## Namensträgerinnen

### Einzelname
- Sara, die Frau Abrahams
- Sara, die Frau des Tobias
- Sara oder Sarah, jüdische Ärztin in Würzburg
- Schwarze Sara (1. Jh.), (legendäre?) christliche Missionarin
- Sara die Einsiedlerin (4. Jh.), ägyptische Heilige
- Sarah (* 1988), deutsche Sängerin, siehe Toksi

### Vorname

#### Sara

##### A
- Sara Adler (1858–1860), US-amerikanische Schauspielerin
- Sara Agrež (* 2000), slowenische Fußballspielerin
- Sara Ahmed (Geschlechterforscherin) (* 1969), britisch-australische Geschlechterforscherin
- Sara Ahmed (Gewichtheberin) (* 1998), ägyptische Gewichtheberin
- Sara Algotsson-Ostholt (* 1974), schwedische Vielseitigkeitsreiterin
- Sara Allgood (1879–1950), US-amerikanische Schauspielerin irischer Herkunft
- Saga Andersson (* 2003), finnische Stabhochspringerin
- Sara Arber (* 1949), britische Soziologin
- Sara Aşurbəyli (1906–2001), aserbaidschanische Historikerin und Malerin

##### B
- Sara Bachmann (* 1979), Schweizer Fernsehmoderatorin
- Sara Bachmann (* 1995), italienisch-deutsche Naturbahnrodlerin
- Sara Balzer (* 1995), französische Fechterin
- Sara Baras (* 1971), spanische Flamenco-Tänzerin
- Sara Bareilles (* 1979), US-amerikanische Singer-Songwriterin, Pianistin und Schauspielerin
- Sara Barkin (1908–2002), kanadische Sängerin und Pianistin
- Sara Basterrechea Ramirez (1918 – n. 1947), guatemaltekische Chemikerin, Hochschullehrerin und Diplomatin
- Sara Bennett (* vor 1990), britische Spezialeffektkünstlerin
- Sara Benz (* 1992), Schweizer Eishockeyspielerin
- Sara Berger (* 1978), deutsche Historikerin
- Sara Bergmark Elfgren (* 1980), schwedische Schriftstellerin
- Sara Bertelli, argentinische Wirbeltier-Paläontologin
- Sara Bertolasi (* 1988), italienische Ruderin
- Sara Bildau (* 1984), deutsche Journalistin und Fernsehmoderatorin
- Sara C. Bisel (1932–1996), US-amerikanische Archäologin und Anthropologin
- Sara Blakely (* 1971), US-amerikanische Unternehmerin
- Sara Bolder, US-amerikanische Tontechnikerin und Filmproduzentin
- Sara Bormann (* 1982), deutsche Ökonomin
- Sara Botsford (* 1951), kanadische Schauspielerin
- Sara Brahms (* 1978), deutsche Sängerin
- Sara Brandhuber (* 1988), deutsche Liedermacherin und Kabarettistin
- Sara Branham Matthews (1888–1962), eine US-amerikanische Mikrobiologin, Ärztin und Hochschullehrerin
- Sara Braun (1862–1955), chilenische Unternehmerin und Philanthropin
- Sara Breidenbach (* 1992), italienische Beachvolleyballspielerin
- Sara Brita Nina Dano, Pseudonym Nina Dano (* 2000), schwedische Handballspielerin
- Sara Britcliffe (* 1995), Politikerin der britischen Konservativen Partei
- Sara Brucker (* 1974), deutsche Gynäkologin

##### C
- Sara Cakarevic (* 1997), französische Tennisspielerin
- Sara Call (* 1977), schwedische Fußballspielerin
- Sara Canning (* 1987), kanadische Schauspielerin
- Sara Capretti (* 1967), Schweizer Schauspielerin
- Sara Carbonero (* 1984), spanische Sportjournalistin sowie Fernsehreporterin und -moderatorin
- Sara Cardoso-Ribeiro (* 1958), deutsche Fotografin und Autorin
- Sara Carlsson (* 1986), schwedische Curlerin
- Sara Carrigan (* 1980), australische Radrennfahrerin
- Sara Carter (1898–1979), US-amerikanische Country-Sängerin
- Sara Caswell (* 1978), US-amerikanische Geigerin
- Sara Cerdas (* 1989), portugiesische Ärztin und Politikerin (PS), MdEP
- Sarah Chahed (* 1988), deutsch-tunesische Schwimmerin
- Sara Christiansson (* 1997), schwedische Leichtathletin
- Sara Coleridge (1802–1852), englische Schriftstellerin und Übersetzerin
- Sara Combest, Pseudonym Dani Woodward (* 1984), US-amerikanische Pornodarstellerin
- Sara Conti (* 2000), italienische Eiskunstläuferin
- Sara Cox (* 1974), britische Radiomoderatorin
- Sara Cunial (* 1979), italienische Politikerin
- Sara Curruchich (* 1993), guatemaltekische Liedermacherin mit Maya-Kaqchikel-Hintergrund

##### D
- Sara Daavettila (* 1997), US-amerikanische Tennisspielerin
- Sara Däbritz (* 1995), deutsche Fußballspielerin
- Sara Danius (1962–2019), schwedische Literaturwissenschaftlerin
- Sara De Blue (* 1990), österreichische Sängerin und Songwriterin
- Sara Decker (* 1985), deutsche Jazzsängerin
- Sara DeCosta (* 1977), US-amerikanische Eishockeytorhüterin und -trainerin
- Sara Dogherty, Pseudonym Sara Carter (1898–1979), US-amerikanische Country-Sängerin
- Sara Alexandrowna Doluchanowa (1918–2007), russische Kontraltistin
- Sara Doorsoun (* 1991), deutsche Fußballspielerin
- Sara Doshō (* 1994), japanische Ringerin und Olympiasiegerin
- Sara Dossena (* 1984), italienische Triathletin und Langstreckenläuferin
- Sara Douglass (1957–2011), australische Autorin
- Sara Downing (* 1979), US-amerikanische Schauspielerin
- Sara Driver (* 1955), US-amerikanische Schauspielerin und Filmregisseurin
- Sara Đukić (* 1996), slowenische Volleyballspielerin
- Sara Duterte (* 1976), philippinische Politikerin
- Sara Dylan (* 1939), erste Ehefrau von Bob Dylan

##### E
- Sara Eggesvik (* 1997), in Norwegen geborene philippinische Fußballspielerin
- Sara Ehsan (* 1977), iranisch-deutsche Dichterin, Autorin, Übersetzerin und Dolmetscherin
- Sara El Damerdash (* 1988), deutsche Moderatorin und Journalistin
- Sara Eriksson (* 1981), schwedische Handballspielerin
- Sara Eriksson (* 1974), schwedische Ringerin
- Sara Errani (* 1987), italienische Tennisspielerin
- Sara Evans (* 1971), US-amerikanische Country-Musikerin
- Sara Ezquerro (* 1999), spanische Fußballtorhüterin

##### F
- Sara Forestier (* 1986), französische Schauspielerin
- Sara Frenkel (* 1922), polnische Zwangsarbeiterin

##### G
- Sara Gallardo (1931–1988), argentinische Schriftstellerin
- Sara Gallego (* 2000), spanische Hürdenläuferin
- Sara Gama (* 1989), italienische Fußballspielerin
- Sara Gambetta (* 1993), deutsche Kugelstoßerin und ehemalige Siebenkämpferin
- Sara Garović (* 1994), serbische Handballspielerin
- Sara Gazarek (* 1982), amerikanische Jazzsängerin
- Sara van de Geer (* 1958), niederländische Mathematikerin
- Sara Björk Gunnarsdóttir (* 1990), isländische Fußballspielerin

##### H
- Sara el-Hachimi (* 2000), marokkanische Sprinterin und Hürdenläuferin
- Sara Hall (* 1983), US-amerikanische Langstrecken- und Hindernisläuferin
- Sara Hallbauer (* 1980), deutsche Extremradsportlerin, Vortragsrednerin und Bloggerin
- Sara Harris (* 1918 oder 1919), US-amerikanische Autorin

##### J
- Sara Japhet (1934–2024), israelische Bibelwissenschaftlerin

##### K
- Sara Karloff (* 1938), US-amerikanische Unternehmerin
- Sara Klarić (* 1993), kroatische Fußballspielerin
- Sara Blengsli Kværnø (* 1982), norwegische Badmintonspielerin

##### L
- Sara Jane Layton Walker (1870–1951), amerikanisch-schwedische Opernsängerin, siehe Mme. Charles Cahier
- Sara Lee (1992–2022), US-amerikanische Wrestlerin
- Sara Lewina (1906–1976), russische Komponistin
- Sara Lukić (* 1999), serbische Weitspringerin
- Sara Lüscher (* 1986), Schweizer Orientierungsläuferin

##### M
- Sara Menker (* 1982), äthiopische Unternehmerin
- Sara Cato Meyer, Pseudonym Selma Meyer (1890–1941), niederländische Widerstandskämpferin, Feministin und Pazifistin
- Sara Elizabeth Mitchell, Pseudonym Sirah (* 1988), US-amerikanische Rapperin

##### N
- Sara Nuru (* 1989), deutsches Model und Unternehmerin

##### O
- Sara Oppenheimer (1844–1906), deutsche Opernsängerin
- Sara Ostertag (* 1985), österreichische Theaterregisseurin und Theatermacherin

##### P
- Sara Penzo (* 1989), italienische Fußballspielerin
- Sarah Pidgeon (* 1996), US-amerikanische Schauspielerin

##### R
- Sara Ramírez (* 1975), mexikanisch-amerikanische Schauspielerin
- Sara Ramírez (* 1987), spanische Tischtennisspielerin

##### S
- Sara Garif kysy Sadyjkowa (1906–1986), sowjetisch-tatarische Sängerin und Komponistin
- Sara Simeoni (* 1953), italienische Leichtathletin

##### T
- Sara Devi Tamang (* 1984), nepalesische Badmintonspielerin
- Sara Tavares (1978–2023), portugiesische Sängerin
- Sara Telek (* 1988), österreichische Fußballspielerin und Fußballschiedsrichterin

##### V
- Sara Vickers (* 1985), britische Schauspielerin

##### W
- Sara Waisglass (* 1998), kanadische Schauspielerin

##### Z
- Sara Zahedi (* 1981), schwedische Mathematikerin

#### Sára
- Sára Luca Bácskai (* 1999), ungarische Shorttrackerin
- Sára Bejlek (* 2006), tschechische Tennisspielerin
- Sára Kaňkovská (* 1998), tschechische Radsportlerin
- Sára Léránt (* 2000), ungarische Beachhandballspielerin
- Sára Mátó (* 2000), ungarische Hürdenläuferin
- Sára Salkaházi (1899–1944), ungarische Ordensfrau, Judenretterin und Märtyrerin
- Sára Suba (* 1999), ungarische Handballspielerin
- Sára Sütő (* 1994), ungarische Handballspielerin

#### Sarah
- Sarah Alles (* 1986), deutsche Schauspielerin
- Sarah Berg (* 1980), deutsche Schauspielerin und Moderatorin
- Sarah van Berkel (* 1984), Schweizer Eiskunstläuferin
- Sarah Bernhardt (1844–1923), französische Schauspielerin
- Sarah Bernstein (* ≈1985), US-amerikanische Jazz- und Improvisationsmusikerin
- Sarah Blackwood (* 1980), kanadische Singer-Songwriterin
- Sarah-Jayne Blakemore (* 1974), Professorin für Psychologie und kognitive Neurowissenschaften
- Sarah Anne Bright (1793–1866), englische Filmpionierin
- Sarah Brightman (* 1960), britische Sängerin und Schauspielerin
- Sarah Burton (* 1974), britische Modeschöpferin
- Sarah Calburn (* 1946), südafrikanische Architektin
- Sarah Chalke (* 1976), kanadische Schauspielerin
- Sarah Churchill, Duchess of Marlborough (1660–1744)
- Sarah Connor (* 1980), deutsche Pop-Sängerin
- Sarah Dash (1945–2021), US-amerikanische Soulsängerin
- Sarah Dekker (* 2001), niederländische Handballspielerin
- Sarah Engels (* 1992), deutsche Popsängerin
- Sarah Eyfferth (* 1983), deutsche Schauspielerin und Synchronsprecherin
- Sarah Ferguson (* 1959), früheres Mitglied der britischen Königsfamilie
- Sarah Ferguson (* 1965), australische Journalistin
- Sarah Michelle Gellar (* 1977), US-amerikanische Schauspielerin
- Sarah Gilman (* 1996), amerikanische Schauspielerin
- Sarah Grünheid (* 1990), deutsche Fußballspielerin
- Sarah van Gulik (* 1990), niederländische Handballspielerin
- Sarah Hagen (* 1989), US-amerikanische Fußballspielerin
- Sarah Harding (1981–2021), britische Sängerin, Songwriterin, Tänzerin, Model und Schauspielerin
- Sarah Hecken (* 1993), deutsche Eiskunstläuferin
- Sarah Kane (1971–1999), britische Dramatikerin
- Sarah Kirchberger (* 1975), finnisch-deutsche Sinologin und Hochschullehrerin
- Sarah Kirsch (1935–2013), deutsche Schriftstellerin
- Sarah Knauss (1880–1999), US-amerikanische Altersrekordlerin
- Sarah Kortmann (* 1983), deutsche Schauspielerin und Theaterregisseurin
- Sarah Kuttner (* 1979), deutsche Fernsehmoderatorin
- Sarah Lewis (* 1964), britische Skirennläuferin und Sportfunktionärin
- Sarah Mahita (* 1997), deutsche Schauspielerin
- Sarah Masuch (* 1978), deutsche Schauspielerin
- Sarah Mkhonza (* 1957), in den Vereinigten Staaten lebende eswatinische Schriftstellerin, Pädagogin und Frauenrechtsaktivistin.
- Sarah Monod (1836–1912), französische protestantische Feministin
- Sarah Nambawa (* 1985), ugandische Leichtathletin
- Sarah von Neuburg (* 1982), deutsche Radio- und Fernsehmoderatorin
- Sarah Neufeld (* 1979), kanadische Geigerin und Komponistin
- Sarah Oppenheimer (* 1972), US-amerikanische Künstlerin
- Sarah Palin (* 1964), US-amerikanische Politikerin
- Sarah Jessica Parker (* 1965), US-amerikanische Schauspielerin
- Sarah Puntigam (* 1992), österreichische Fußballspielerin
- Sarah Prieur (* 1986), deutsche Sachbuchautorin
- Sarah Romert (* 1994), deutsche Fußballspielerin
- Sarah Schnier (* 1967), deutsche Drehbuchautorin
- Sarah Schumann (1933–2019), deutsche Malerin
- Sarah Jane Scott (* 1988), US-amerikanische Schlagersängerin
- Sarah Spitzer (* 1984), deutsche Violinistin
- Sarah Thonig (* 1992), deutsche Schauspielerin
- Sarah Vaughan (1924–1990), US-amerikanische Jazz-Sängerin
- Sarah Wiener (* 1962), österreichische Köchin und Unternehmerin
- Sarah Zadrazil (* 1993), österreichische Fußballspielerin

#### Saara
- Saara Aalto (* 1987), finnische Sängerin und Synchronsprecherin
- Saara Kuugongelwa-Amadhila (* 1967), namibische Politikerin (SWAPO), seit 2015 Premierministerin Namibias
- Saara Loikkanen (* 1980), finnische Volleyball- und Beachvolleyballspielerin
- Saara Niemi (* 1986), finnische Eishockeyspielerin und -trainerin
- Saara Waasner (* 1981), deutsche Regisseurin

### Familienname
- Robert Sarah (* 1945), guineischer Geistlicher, Erzbischof von Conakry, Kurienerzbischof
- Anak Sarah (* 1987), bruneiische Kronprinzessin

### Künstlername
- Sarah-Jane (* 1985), Schweizer Volksmusikerin

## Namensträger
- Sara Camara (* 1940), malischer Leichtathlet

## Fiktive Personen
Folgende Werke in Literatur und Film haben eine Frau namens Sara oder Sarah als Titelfigur:
- Miss Sara Sampson, ein Trauerspiel von Gotthold Ephraim Lessing, 1755
- Sara, die kleine Prinzessin von Frances Hodgson Burnett, 1905
- Sarah, ein Manga-Comic von Katsuhiro Otomo, ab 1990
- Sara, ein Roman von Stephen King, 1998
- Meine Schwester Sara, Roman von Ruth Weiss, 2002
- Die Nazis nannten sie Sara, Zeitdokument von Gert van Laak, 2004
- Sarah J. Connor, Schlüsselfigur in Terminator
- Sara Pezzini, Hauptperson der Comicserie Witchblade und Trägerin gleichnamiger Waffe
- Junge Frau im Bett oder Sara erwartet Tobias, Gemälde des niederländischen Malers Rembrandt van Rijn aus dem Jahre 1647

## Lieder mit dem TitelSaraoderSarah
- Sara Smile, von Hall & Oates (1975)
- Sara, von Bob Dylan (1975)
- Sara, von Fleetwood Mac (1979)
- Sarah, von Thin Lizzy (1979)
- Sara, von Starship (1985)
- From Sarah with Love, von Sarah Connor (2001)
- Sarah, von Nino de Angelo (2003)
- Sarah, von Sido (2006)[30]
- Sara, von Ed Sheeran (2007)
- Sara, von Chad Van Gaalen (2011)
- Sarah Smiles, von Panic! at the Disco (2011)
- Sarah, von Achim Amme (2015)